# Johann Heinrich Westphal
Johann Heinrich Westphal (Schwerin, 31 de janeiro de 1794 — Sicília, setembro de 1831) foi um astrônomo alemão.
Traduziu o livro de Giuseppe Piazzi "Lezioni elementari di astronomia ad use del real osservatorio di Palermo" para o alemão.

## Obras
- Naturwissenschaftliche Abhandlungen. Danzig 1820.
- Leben, Studien und Schriften des Astronomen Johannes Hevelius. Danzig 1820.
- Logarithmische Tafeln. Königsberg 1821.
- Uebersetzung der Lezioni elementari di astronomia von Giuseppe Piazzi, 2 Bände, Berlin 1822.
- Astrognosie. Berlin 1822.
- Nikolaus Kopernikus. Wallis, Konstanz 1822.
- Guida per la Campagna di Roma. Rom 1827.
- Spatziergang durch Kalabrien und Apulien. Konstanz, 1828.
- Die römische Kampagne in topographischer und antiquarischer Hinsicht dargestellt. Berlin 1829.